# 知多四国霊場
知多四国霊場（ちたしこくれいじょう）または知多四国八十八ヶ所（ちたしこくはちじゅうはちかしょ）は、愛知県の知多半島にある地四国（霊場巡礼）。弘法大師（空海）にゆかりのある寺院が集まった八十八箇所であり、知多半島を一周する順路を取っている。九州の篠栗四国八十八箇所、瀬戸内海の小豆島八十八ヶ所霊場とともに「日本三大新四国霊場」とされる。三河新四国八十八ヶ所霊場とともに愛知県における二大霊場巡礼とされる。

## 行路
名古屋市、半田市、常滑市、東海市、大府市、知多市、豊明市、知多郡阿久比町、東浦町、武豊町、美浜町、南知多町の寺院からなる。知多半島の付け根にある豊明市の曹源寺を第1番札所とし、知多半島の東岸を南下し、三河湾に浮かぶ篠島と日間賀島も訪れる。知多半島の先端にある師崎から向きを変えて西岸に移り、伊勢湾に沿って北上する。全行程は194㎞であり、徒歩ならば約12日～15日、車ならば2泊3日で巡ることができる。88の寺院に加えて開山所と番外が10あり、計98の札所が存在する。参拝者は年間約5万人とされ、自転車やタクシーなどによる巡礼も行われている。

## 歴史

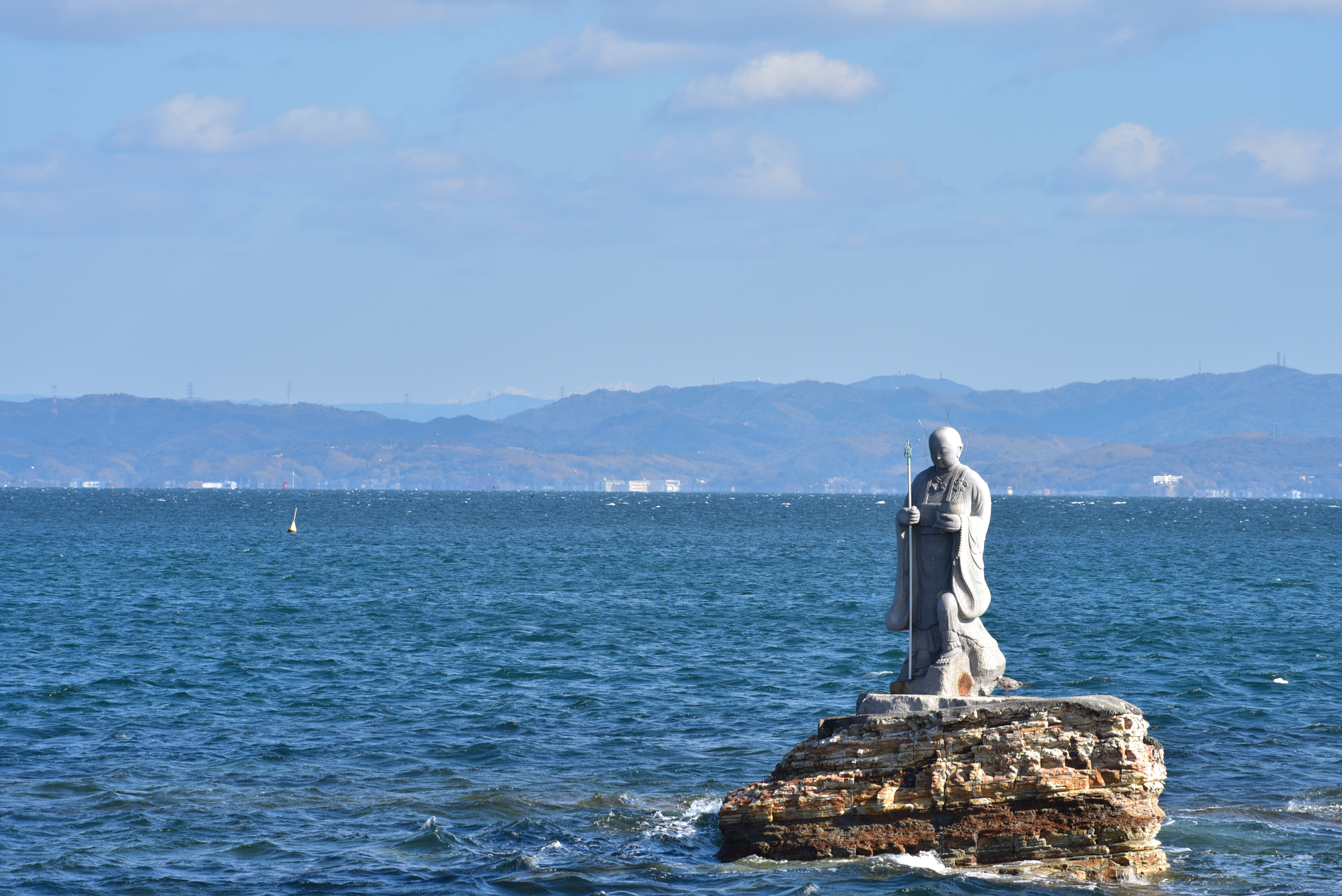
上陸大師像

弘仁5年（814年）、東国を行脚していた弘法大師（空海）は三河国を巡った後、大井の聖崎（現在の知多郡南知多町）から知多半島に上陸した。知多半島の風土や地形が四国に似通っていることに驚き、「西浦や 東浦あり 日間賀島 篠島かけて 四国なるらん」という歌を詠んだとされている。この逸話から、大井の聖崎には上陸大師像が建立されている。
約1000年後の文化6年（1809年）、古見（現在の知多市）の妙楽寺の第13世亮山阿闍梨和尚が弘法大師の夢告によって霊場の開創を発願した。当時の知多半島には約300の寺院があったが、真言宗の寺は約30に過ぎなかったため、他宗の寺院にも依頼して知多四国霊場を開創している。亮山は3回にわたって四国に巡拝を重ねると、百姓の岡戸半蔵や武士の武田安兵衛の協力も得て、文政7年（1824年）に各札所に木像を奉安し終えた。亮山に加えて半蔵行者と安兵衛行者の3人は、知多四国霊場の三開祖として祀られている。

## 霊場一覧

### 1番～20番

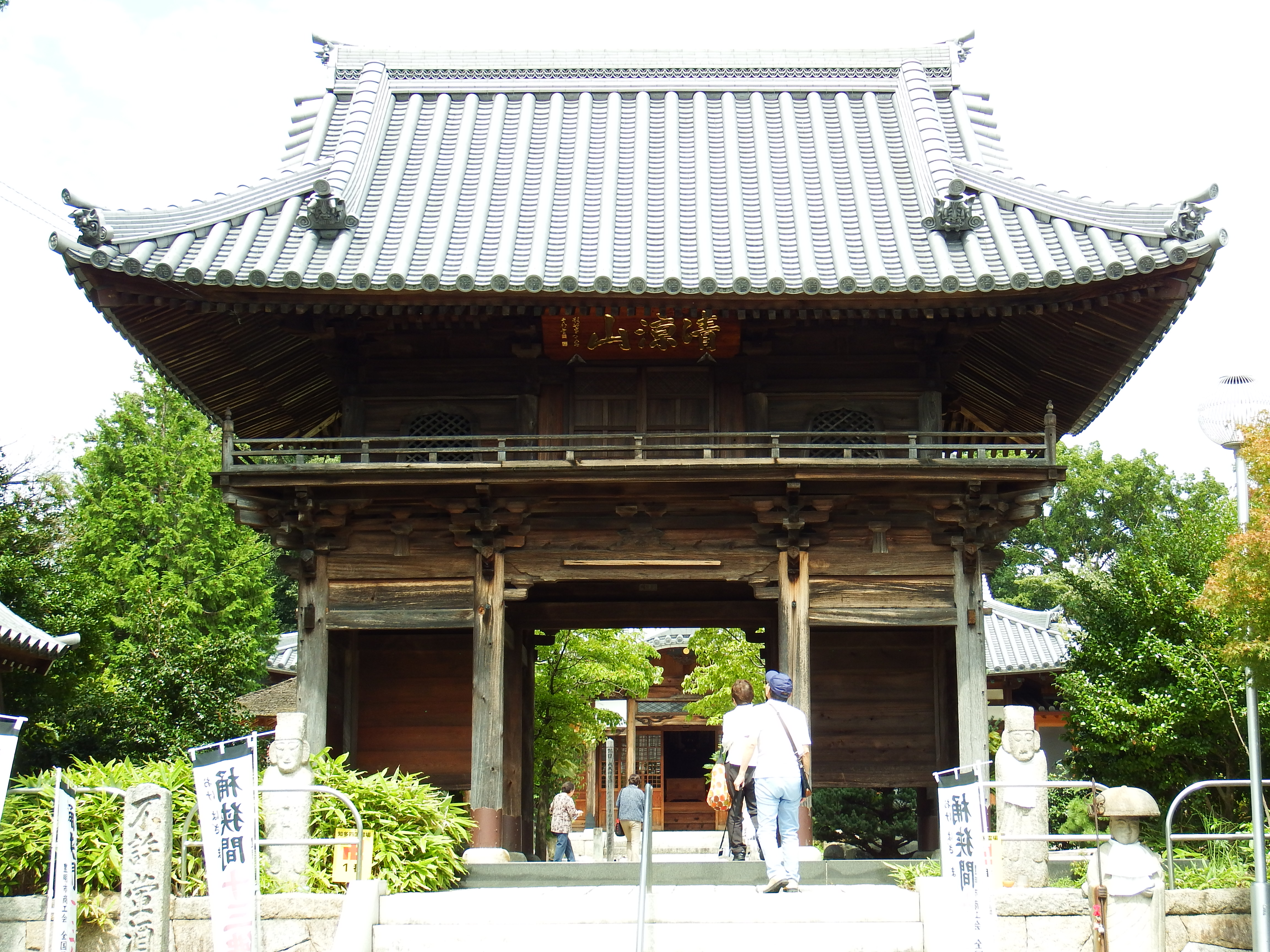
曹源寺（第1番）

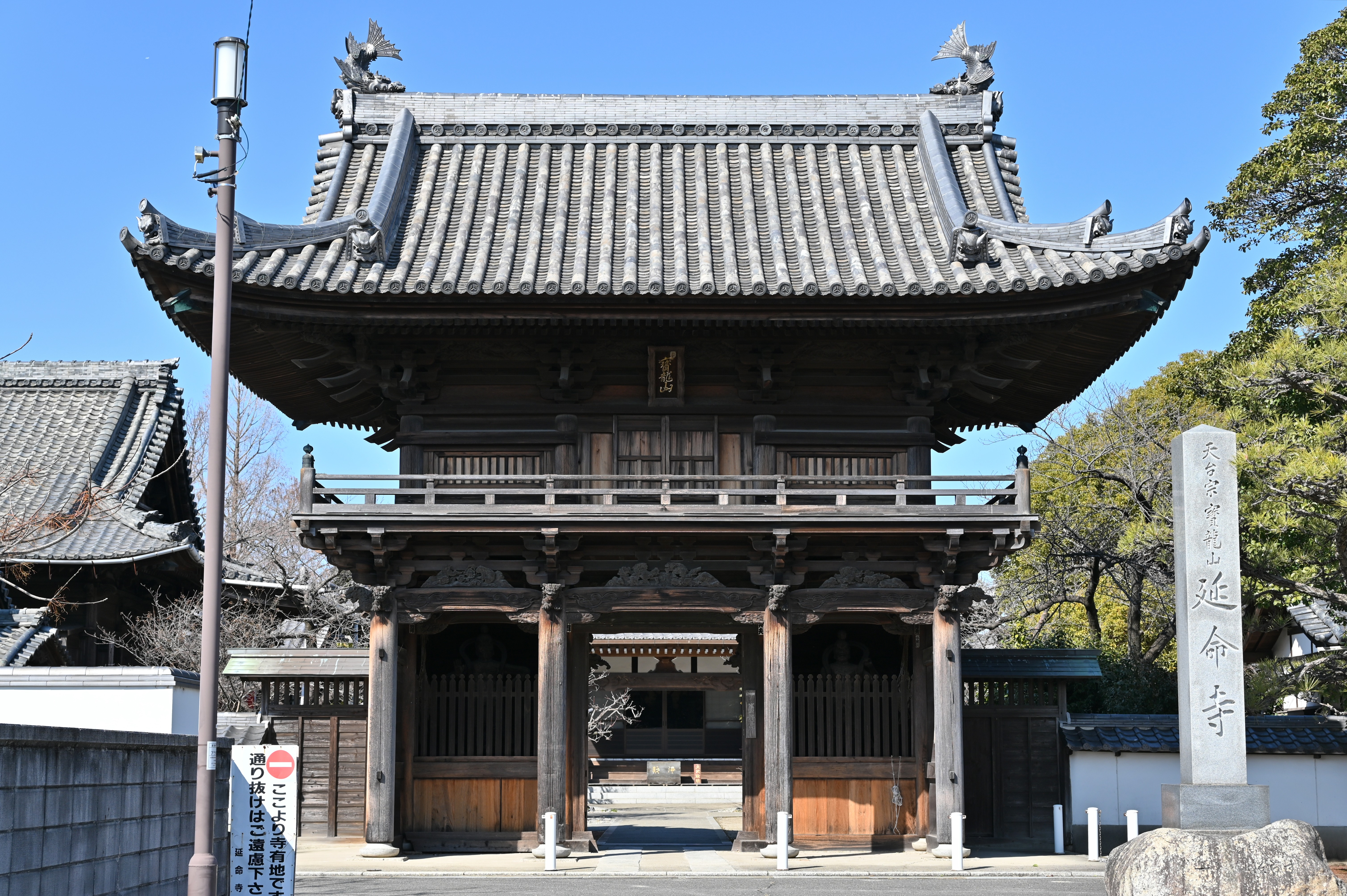
延命寺（第4番）

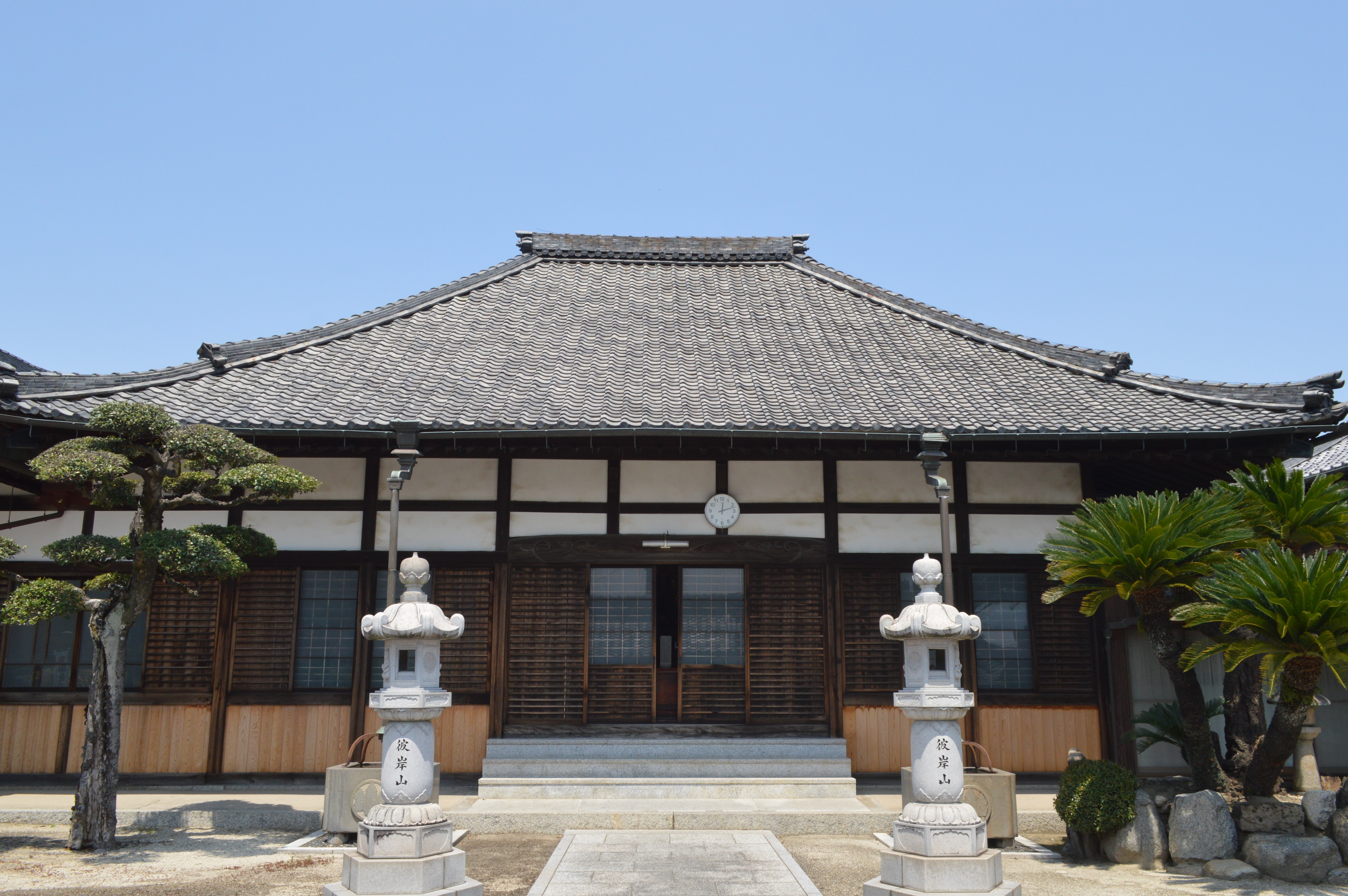
極楽寺（第7番）

| 番号   | 名称   | 宗派       | 住所                                 |
| ------ | ------ | ---------- | ------------------------------------ |
| 第1番  | 曹源寺 | 曹洞宗     | 豊明市栄町内山45番地                 |
| 第2番  | 極楽寺 | 浄土宗     | 大府市北崎町城畑112番地              |
| 第3番  | 普門寺 | 曹洞宗     | 大府市横根町石丸95番地               |
| 第4番  | 延命寺 | 天台宗     | 大府市大東町1丁目279番地             |
| 第5番  | 地蔵寺 | 曹洞宗     | 大府市長草本郷40番地                 |
| 第6番  | 常福寺 | 曹洞宗     | 大府市半月町3丁目151番地             |
| 第7番  | 極楽寺 | 曹洞宗     | 知多郡東浦町大字森岡字岡田51番地     |
| 第8番  | 傳宗院 | 曹洞宗     | 知多郡東浦町緒川字天白48番地         |
| 第9番  | 明徳寺 | 浄土宗     | 知多郡東浦町大字石浜字下庚申坊70番地 |
| 第10番 | 観音寺 | 曹洞宗     | 知多郡東浦町大字生路字狭間2番地      |
| 第11番 | 安徳寺 | 曹洞宗     | 知多郡東浦町藤江字西之宮82番地       |
| 第12番 | 福住寺 | 曹洞宗     | 半田市有脇町6丁目18番地              |
| 第13番 | 安楽寺 | 曹洞宗     | 知多郡阿久比町大字板山字川向21番地   |
| 第14番 | 興昌寺 | 曹洞宗     | 知多郡阿久比町大字福住字東脇10番地   |
| 第15番 | 洞雲院 | 曹洞宗     | 知多郡阿久比町大字卯坂字英比67番地   |
| 第16番 | 平泉寺 | 天台宗     | 知多郡阿久比町大字椋岡唐松29番地     |
| 第17番 | 観音寺 | 浄土宗     | 知多郡阿久比町大字矢高三ノ山高15番地 |
| 第18番 | 光照寺 | 時宗       | 半田市乙川高良町120番地              |
| 第19番 | 光照院 | 西山浄土宗 | 半田市東本町2丁目16番地              |
| 第20番 | 龍台院 | 曹洞宗     | 半田市前崎東町35番地                 |

### 21番～40番

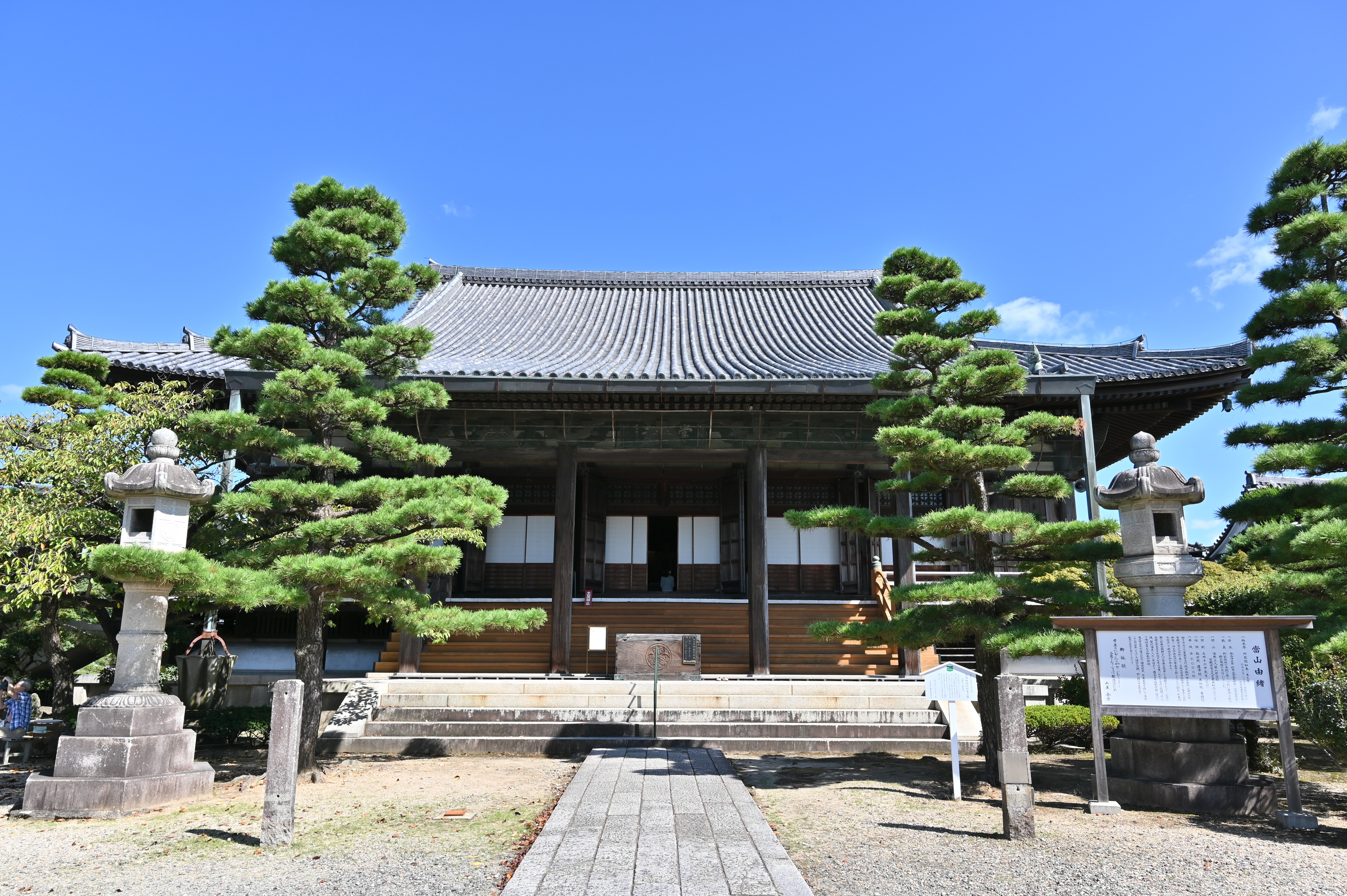
常楽寺（第21番）

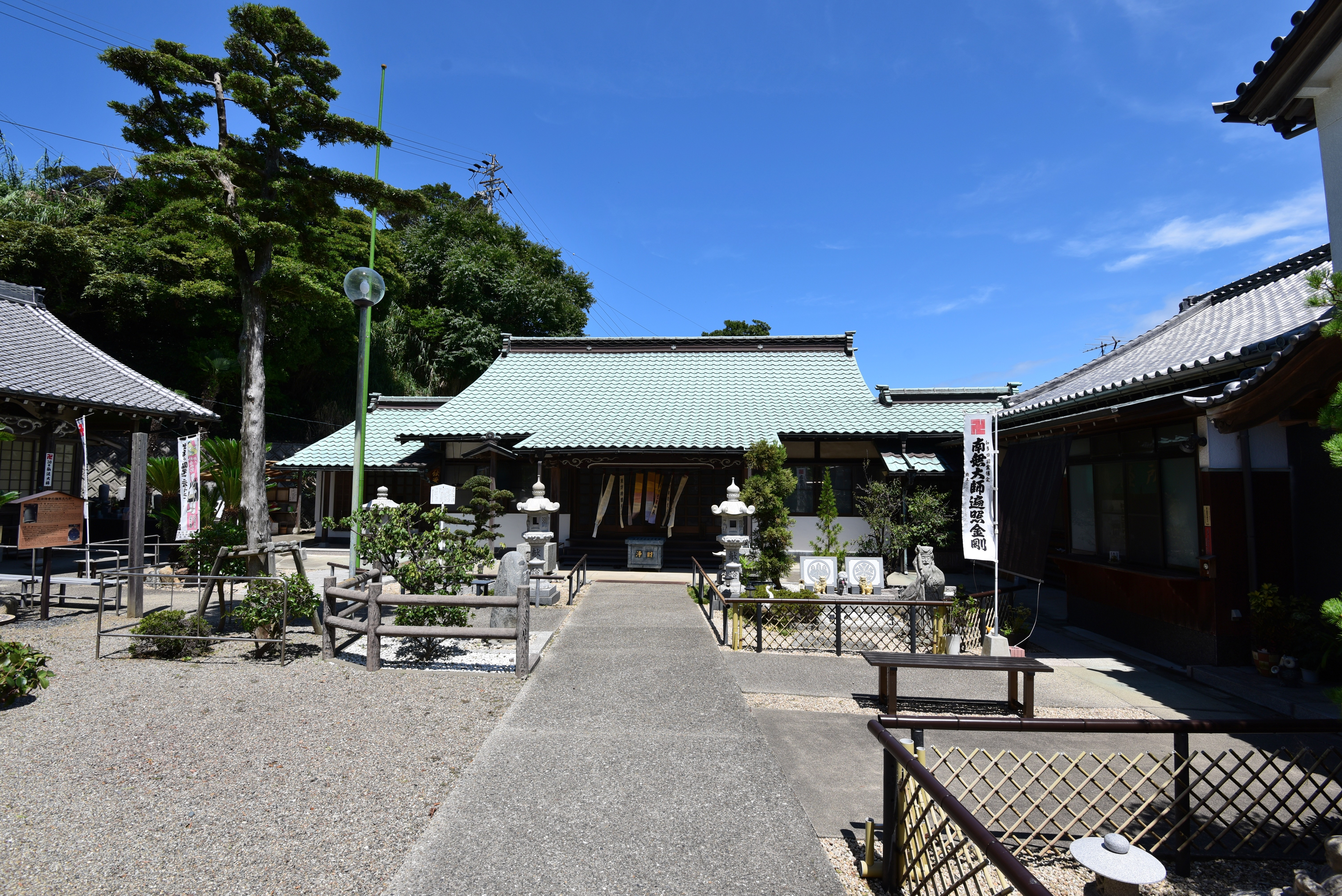
正法禅寺（第38番）

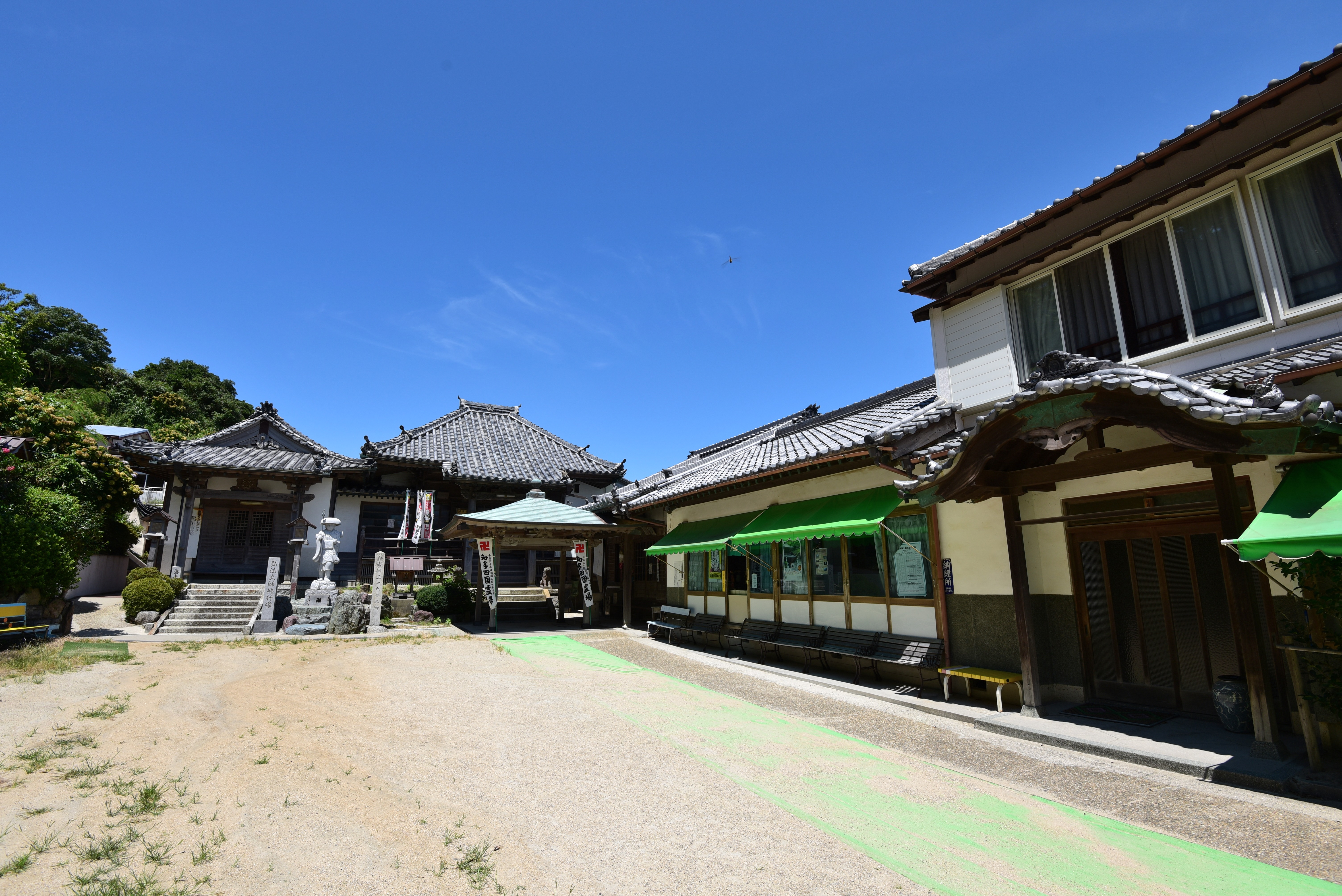
医徳院（第39番）

| 番号   | 名称     | 宗派         | 住所                                 |
| ------ | -------- | ------------ | ------------------------------------ |
| 第21番 | 常楽寺   | 西山浄土宗   | 半田市東郷町2丁目41番地              |
| 第22番 | 大日寺   | 西山浄土宗   | 知多郡武豊町字ヱケ屋敷69番地         |
| 第23番 | 蓮花院   | 西山浄土宗   | 知多郡武豊町字ヒジリ田27番地         |
| 第24番 | 徳正寺   | 曹洞宗       | 知多郡武豊町字里中92番地             |
| 第25番 | 円観寺   | 天台宗       | 知多郡武豊町富貴字郷北97番地         |
| 第26番 | 弥勒寺   | 曹洞宗       | 知多郡美浜町大字北方字西側16番地     |
| 第27番 | 誓海寺   | 曹洞宗       | 知多郡美浜町古布字善切20番地         |
| 第28番 | 永寿寺   | 西山浄土宗   | 知多郡美浜町大字豊丘西側35番地       |
| 第29番 | 正法寺   | 天台宗       | 知多郡南知多町大字豊丘本郷7番地      |
| 第30番 | 医王寺   | 真言宗豊山派 | 知多郡南知多町大井字真向38番地       |
| 第31番 | 利生院   | 真言宗豊山派 | 知多郡南知多町大井字真向27番地       |
| 第32番 | 宝乗院   | 真言宗豊山派 | 知多郡南知多町大井字真向34番地       |
| 第33番 | 北室院   | 真言宗豊山派 | 知多郡南知多町大井字真向11番地       |
| 第34番 | 性慶院   | 真言宗豊山派 | 知多郡南知多町大井字丘の下1番地      |
| 第35番 | 成願寺   | 曹洞宗       | 知多郡南知多町片名稗田9番地          |
| 第36番 | 遍照寺   | 真言宗豊山派 | 知多郡南知多町大字師崎字栄村15番地   |
| 第37番 | 大光院   | 真言宗豊山派 | 知多郡南知多町大字日間賀島字小戸地59 |
| 第38番 | 正法禅寺 | 曹洞宗       | 知多郡南知多町大字篠島字神戸219      |
| 第39番 | 医徳院   | 真言宗豊山派 | 知多郡南知多町大字篠島照浜27番地     |
| 第40番 | 影向寺   | 曹洞宗       | 知多郡南知多町大字豊浜字中之浦84番地 |

### 41番～60番

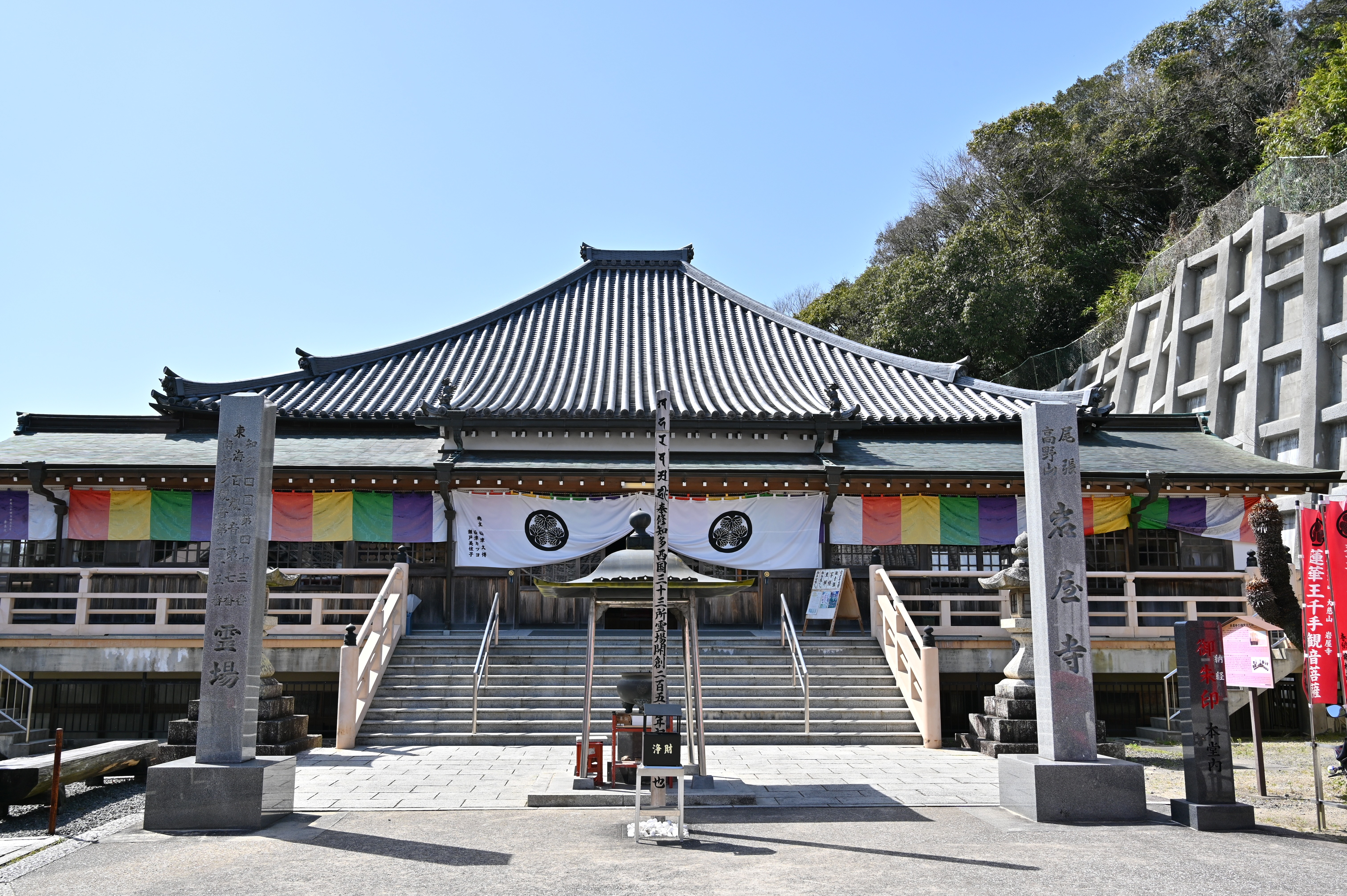
岩屋寺（第43番）

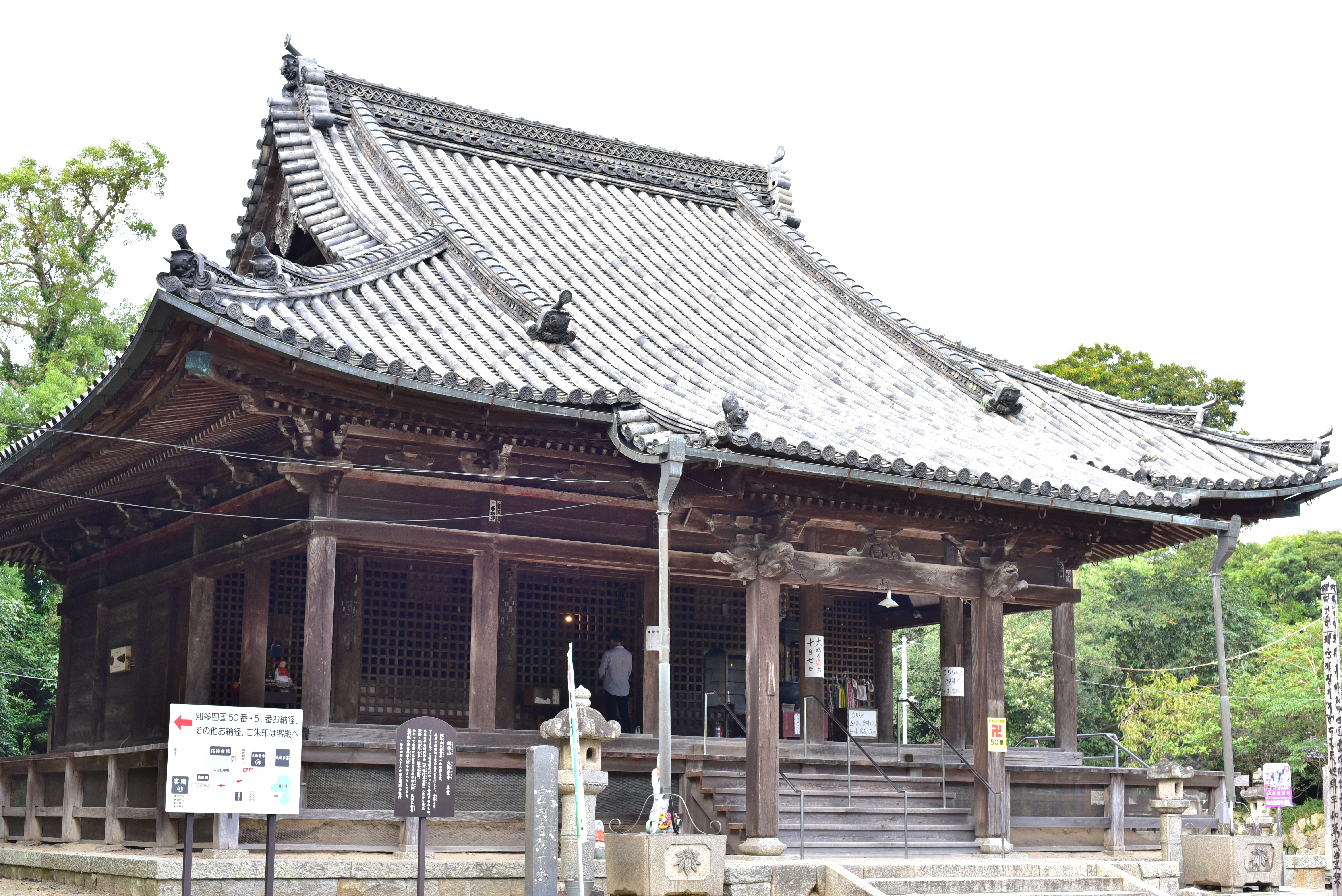
野間大坊（第51番）

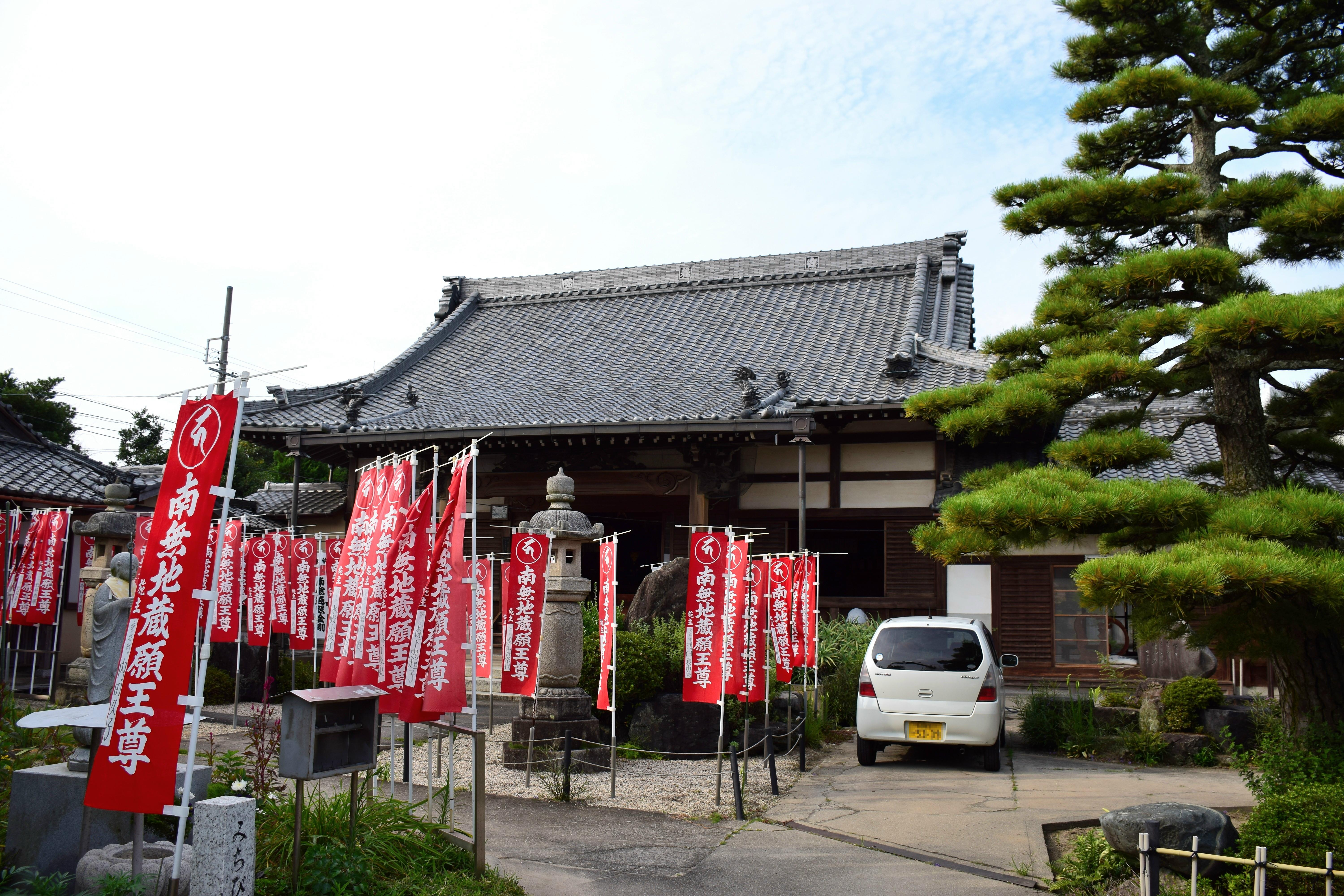
安養院（第53番）

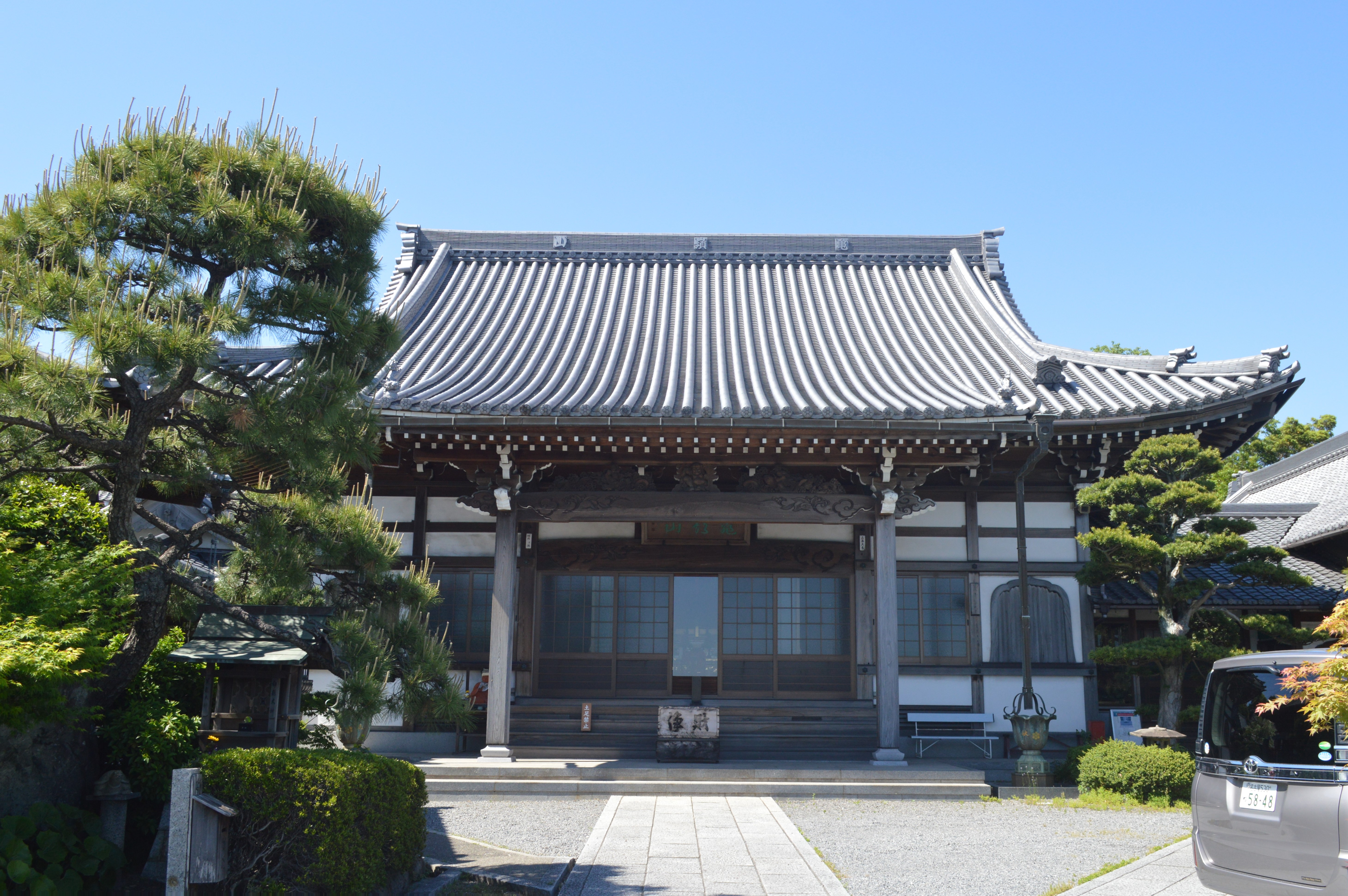
海潮院（第54番）

| 番号   | 名称     | 宗派           | 住所                                 |
| ------ | -------- | -------------- | ------------------------------------ |
| 第41番 | 西方寺   | 西山浄土宗     | 知多郡南知多町大字山海字屋敷51番地   |
| 第42番 | 天龍寺   | 曹洞宗         | 知多郡南知多町大字山海字小山100番地  |
| 第43番 | 岩屋寺   | 尾張高野山宗   | 知多郡南知多町大字山海字間草109番地  |
| 第44番 | 大宝寺   | 曹洞宗         | 知多郡南知多町大字内海字名切36番地   |
| 第45番 | 泉蔵院   | 真言宗豊山派   | 知多郡南知多町大字内海字南側69番地   |
| 第46番 | 如意輪寺 | 真言宗豊山派   | 知多郡南知多町大字内海字中之郷12番地 |
| 第47番 | 持宝院   | 真言宗豊山派   | 知多郡南知多町大字内海字林之峯66番地 |
| 第48番 | 良参寺   | 曹洞宗         | 知多郡美浜町大字小野浦字清水18番地   |
| 第49番 | 吉祥寺   | 曹洞宗         | 知多郡美浜町大字野間字桑名前24番地   |
| 第50番 | 大御堂寺 | 真言宗豊山派   | 知多郡美浜町大字野間字東畠55番地     |
| 第51番 | 野間大坊 | 真言宗豊山派   | 知多郡美浜町大字野間字東畠50番地     |
| 第52番 | 密蔵院   | 真言宗豊山派   | 知多郡美浜町大字野間字松下105番地    |
| 第53番 | 安養院   | 真言宗豊山派   | 知多郡美浜町大字野間字東畠90-1       |
| 第54番 | 海潮院   | 曹洞宗         | 半田市亀崎町1丁目130番地             |
| 第55番 | 法山寺   | 臨済宗天竜寺派 | 知多郡美浜町大字野間字田上50番地     |
| 第56番 | 瑞境寺   | 曹洞宗         | 知多郡美浜町野間字松下85番地         |
| 第57番 | 報恩寺   | 曹洞宗         | 知多郡美浜町奥田会下前39番地         |
| 第58番 | 来応寺   | 曹洞宗         | 常滑市大谷字奥条27番地               |
| 第59番 | 玉泉寺   | 曹洞宗         | 常滑市大谷字浜条5番地                |
| 第60番 | 安楽寺   | 曹洞宗         | 常滑市苅屋字深田101番地              |

### 61番～88番

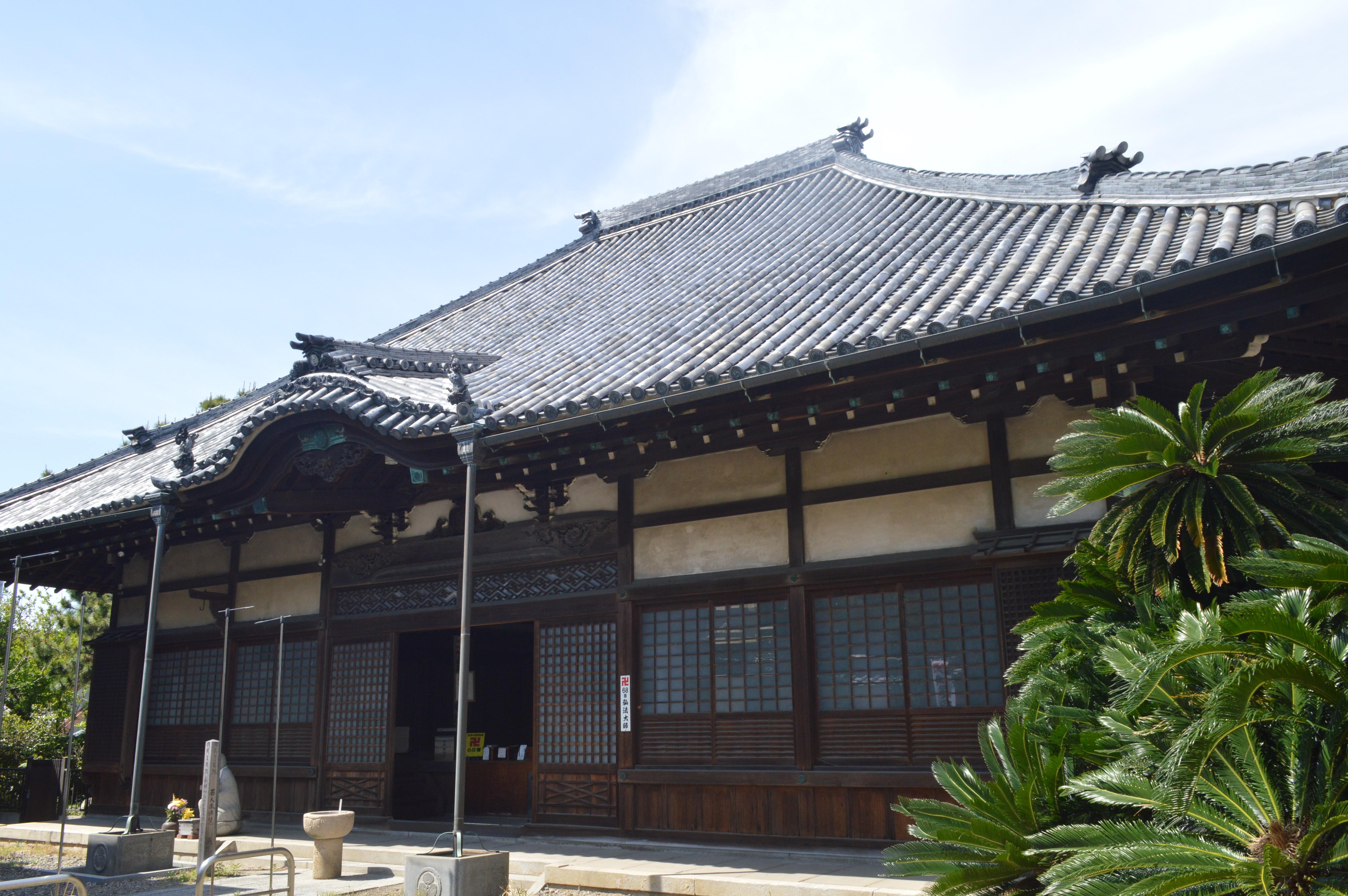
宝蔵寺（第68番）

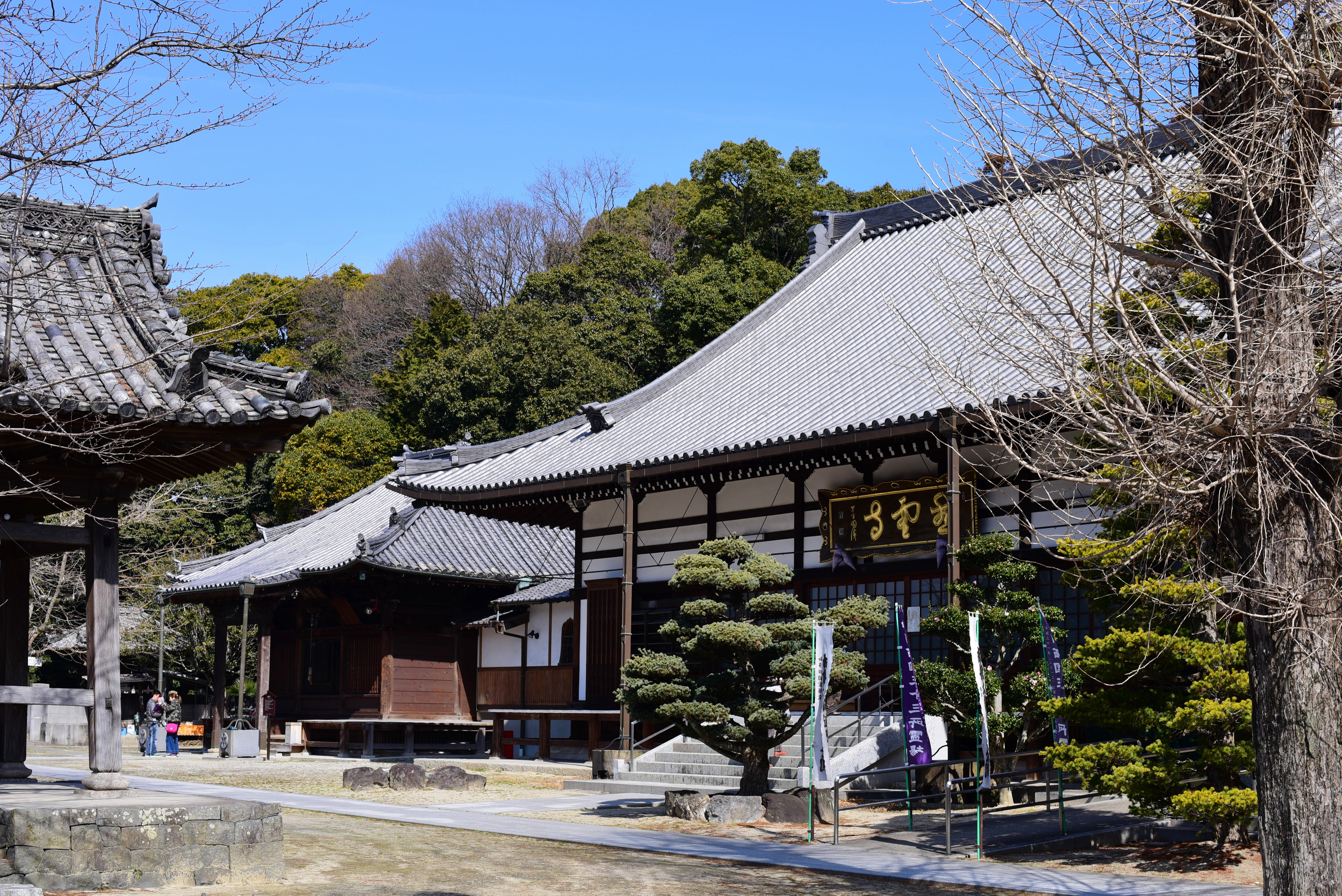
慈雲寺（第72番）

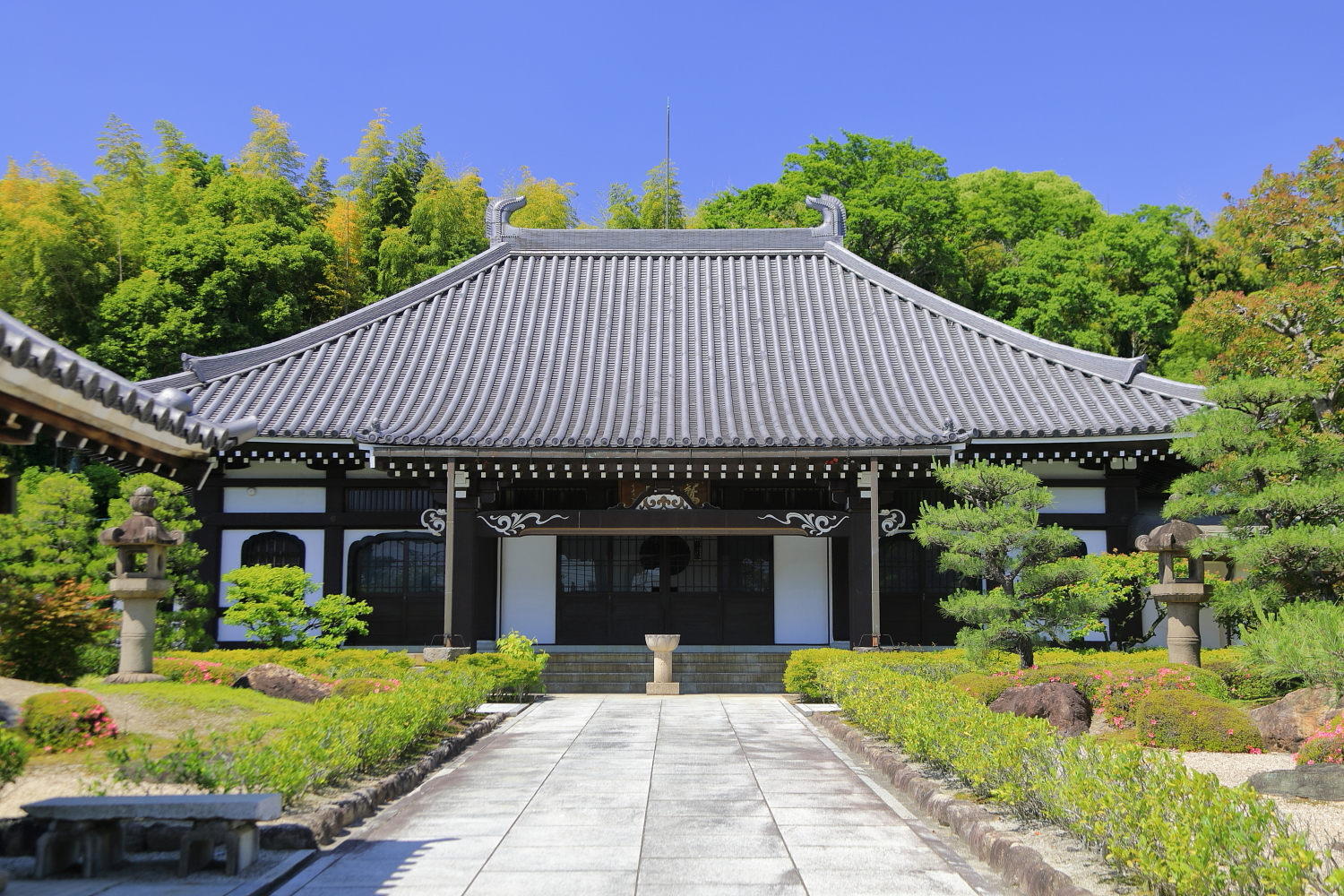
長寿寺（第87番）

| 番号   | 名称     | 宗派           | 住所                             |
| ------ | -------- | -------------- | -------------------------------- |
| 第61番 | 高讃寺   | 天台宗         | 常滑市西阿野字阿野峪71１番地     |
| 第62番 | 洞雲寺   | 西山浄土宗     | 常滑市井戸田町2丁目37番地        |
| 第63番 | 大善院   | 真言宗豊山派   | 常滑市奥条5丁目20番地            |
| 第64番 | 宝全寺   | 曹洞宗         | 常滑市本町2丁目248番地           |
| 第65番 | 相持院   | 曹洞宗         | 常滑市千代丘4丁目66番地          |
| 第66番 | 中之坊寺 | 真言宗智山派   | 常滑市金山字屋敷25番地           |
| 第67番 | 三光院   | 時宗           | 常滑市小倉町5丁目66              |
| 第68番 | 宝蔵寺   | 真言宗智山派   | 常滑市大野町3丁目30番地          |
| 第69番 | 慈光寺   | 臨済宗妙心寺派 | 知多市大草字西屋敷3番地          |
| 第70番 | 地蔵寺   | 真言宗智山派   | 知多市大草字東屋敷43番地の1      |
| 第71番 | 大智院   | 真言宗智山派   | 知多市南粕谷本町1丁目196番地     |
| 第72番 | 慈雲寺   | 臨済宗妙心寺派 | 知多市岡田字太郎坊108番地        |
| 第73番 | 正法院   | 真言宗豊山派   | 知多市佐布里地蔵脇30             |
| 第74番 | 密厳寺   | 真言宗豊山派   | 知多市佐布里地蔵脇24             |
| 第75番 | 誕生堂   | 真言宗豊山派   | 知多市佐布里地蔵脇24             |
| 第76番 | 如意寺   | 真言宗豊山派   | 知多市佐布里地蔵脇13-1           |
| 第77番 | 浄蓮寺   | 真言宗豊山派   | 知多市佐布里字地蔵脇36番地       |
| 第78番 | 福生寺   | 真言宗豊山派   | 知多市新知宝泉坊19番地           |
| 第79番 | 妙楽寺   | 真言宗豊山派   | 知多市新知字下森29番地           |
| 第80番 | 栖光院   | 曹洞宗         | 知多市八幡字観音脇25番地         |
| 第81番 | 龍蔵寺   | 曹洞宗         | 知多市八幡字小根138番地          |
| 第82番 | 観福寺   | 天台宗         | 東海市大田町天神ノ上5番地        |
| 第83番 | 弥勒寺   | 真言宗智山派   | 東海市大田町寺下4番地            |
| 第84番 | 玄猷寺   | 曹洞宗         | 東海市富木島町北島28番地         |
| 第85番 | 清水寺   | 浄土宗         | 東海市荒尾町西川60番地           |
| 第86番 | 観音寺   | 真言宗智山派   | 東海市荒尾町仏供田45番地         |
| 第87番 | 長寿寺   | 臨済宗         | 名古屋市緑区大高町字鷲津山13番地 |
| 第88番 | 円通寺   | 曹洞宗         | 大府市共和町小仏67番地           |

### 開山所

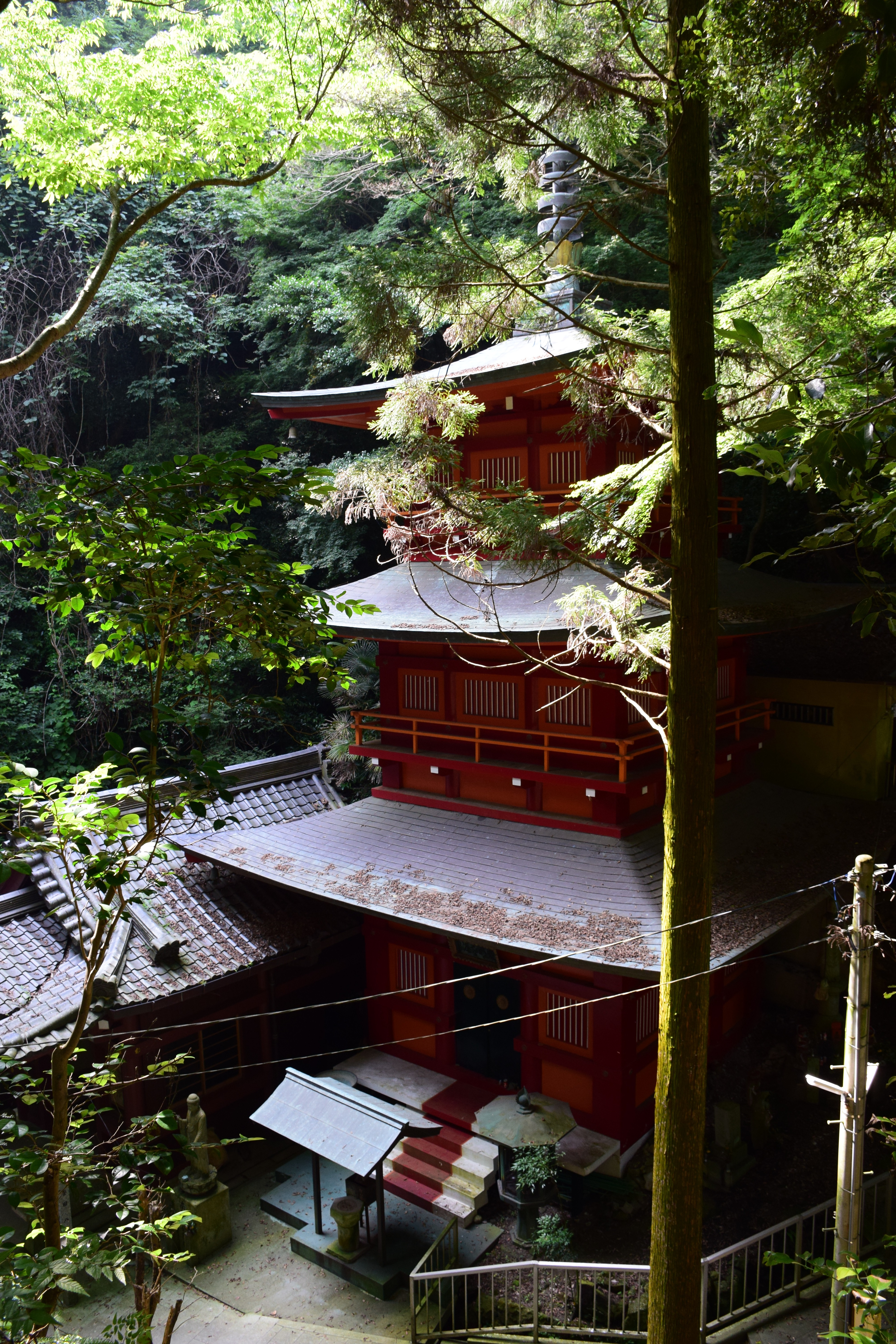
岩屋山奥之院（番外）

| 番号   | 名称   | 宗派         | 住所                              |
| ------ | ------ | ------------ | --------------------------------- |
| 開山所 | 妙楽寺 | 真言宗豊山派 | 知多市新知字下森29番地            |
| 開山所 | 禅林堂 | 曹洞宗       | 知多郡美浜町古布善切20-63番地     |
| 開山所 | 葦航寺 | 曹洞宗       | 知多郡美浜町大字布土字平井131番地 |

### 番外札所
| 番号     | 名称   | 宗派         | 住所                                 |
| -------- | ------ | ------------ | ------------------------------------ |
| 奥の院   | 海蔵寺 | 曹洞宗       | 半田市乙川若宮町25番地               |
| 年弘法   | 東光寺 | 西山浄土宗   | 半田市亀崎月見町3丁目14番地          |
| 時志観音 | 影現寺 | 曹洞宗       | 知多郡美浜町大字時志字南平井86番地   |
| 月山篠山 | 西方寺 | 浄土宗       | 知多郡南知多町大字篠島照浜3番地      |
| お亀さん | 浄土寺 | 曹洞宗       | 知多郡南知多町大字豊浜字小佐郷1番地  |
| 岩屋山   | 奥之院 | 尾張高野山宗 | 知多郡南知多町大字山海字城州62-2番地 |
| 厄除大師 | 曹源寺 | 曹洞宗       | 常滑市大谷字奥条155番地              |

## ギャラリー
- 第1番 曹源寺
- 第1番 曹源寺
- 第1番 曹源寺
- 第2番 極楽寺
- 第2番 極楽寺
- 第2番 極楽寺
- 第3番 普門寺
- 第3番 普門寺
- 第3番 普門寺
- 第4番 延命寺
- 第4番 延命寺
- 第4番 延命寺
- 第5番 地蔵寺
- 第5番 地蔵寺
- 第5番 地蔵寺
- 第6番 常福寺
- 第6番 常福寺
- 第6番 常福寺
- 第7番 極楽寺
- 第7番 極楽寺
- 第7番 極楽寺
- 第8番 傳宗院
- 第8番 傳宗院
- 第8番 傳宗院
- 第9番 明徳寺
- 第9番 明徳寺
- 第9番 明徳寺
- 第10番 常照寺 (観音寺)
- 第10番 常照寺 (観音寺)
- 第10番 常照寺 (観音寺)
- 第11番 安徳寺
- 第11番 安徳寺
- 第11番 安徳寺
- 第12番 福住寺
- 第12番 福住寺
- 第12番 福住寺
- 第13番 安楽寺
- 第13番 安楽寺
- 第13番 安楽寺
- 第14番 興昌寺
- 第14番 興昌寺
- 第14番 興昌寺
- 第15番 洞雲院
- 第15番 洞雲院
- 第15番 洞雲院
- 第16番 平泉寺
- 第16番 平泉寺
- 第16番 平泉寺
- 第17番 観音寺
- 第17番 観音寺
- 第17番 観音寺
- 第18番 光照寺
- 第18番 光照寺
- 第18番 光照寺
- 第19番 光照院
- 第19番 光照院
- 第19番 光照院
- 第20番 龍台院
- 第20番 龍台院
- 第20番 龍台院
- 第21番 常楽寺
- 第21番 常楽寺
- 第21番 常楽寺
- 第22番 大日寺
- 第22番 大日寺
- 第22番 大日寺
- 第23番 蓮花院
- 第23番 蓮花院
- 第23番 蓮花院
- 第24番 徳正寺
- 第24番 徳正寺
- 第24番 徳正寺
- 第25番 円観寺
- 第25番 円観寺
- 第25番 円観寺
- 第26番 弥勒寺
- 第26番 弥勒寺
- 第26番 弥勒寺
- 第27番 誓海寺
- 第27番 誓海寺
- 第27番 誓海寺
- 第28番 永寿寺
- 第28番 永寿寺
- 第28番 永寿寺
- 第29番 正法寺
- 第29番 正法寺
- 第29番 正法寺
- 第30番 医王寺
- 第30番 医王寺
- 第30番 医王寺
- 第31番 利生院
- 第31番 利生院
- 第31番 利生院
- 第32番 宝乗院
- 第32番 宝乗院
- 第32番 宝乗院
- 第33番 北室院
- 第33番 北室院
- 第33番 北室院
- 第34番 性慶院
- 第34番 性慶院
- 第34番 性慶院
- 第35番 成願寺
- 第35番 成願寺
- 第35番 成願寺
- 第36番 遍照寺
- 第36番 遍照寺
- 第36番 遍照寺
- 第38番 正法禅寺
- 第38番 正法禅寺
- 第38番 正法禅寺
- 第39番 医徳院
- 第39番 医徳院
- 第39番 医徳院
- 第40番 影向寺
- 第40番 影向寺
- 第40番 影向寺
- 第41番 西方寺
- 第41番 西方寺
- 第41番 西方寺
- 第42番 天龍寺
- 第42番 天龍寺
- 第42番 天龍寺
- 第43番 岩屋寺
- 第43番 岩屋寺
- 第43番 岩屋寺
- 第44番 大宝寺
- 第44番 大宝寺
- 第44番 大宝寺
- 第45番 泉蔵院
- 第45番 泉蔵院
- 第45番 泉蔵院
- 第46番 如意輪寺
- 第46番 如意輪寺
- 第46番 如意輪寺
- 第47番 持宝院
- 第47番 持宝院
- 第47番 持宝院
- 第48番 良参寺
- 第48番 良参寺
- 第48番 良参寺
- 第49番 吉祥寺
- 第49番 吉祥寺
- 第49番 吉祥寺
- 第50番 大御堂寺
- 第50番 大御堂寺
- 第50番 大御堂寺
- 第51番 野間大坊
- 第51番 野間大坊
- 第51番 野間大坊
- 第52番 密蔵院
- 第52番 密蔵院
- 第52番 密蔵院
- 第53番 安養院
- 第53番 安養院
- 第53番 安養院
- 第54番 海潮院
- 第54番 海潮院
- 第54番 海潮院
- 第55番 法山寺
- 第55番 法山寺
- 第55番 法山寺
- 第56番 瑞境寺
- 第56番 瑞境寺
- 第56番 瑞境寺
- 第57番 報恩寺
- 第57番 報恩寺
- 第57番 報恩寺
- 第58番 来応寺
- 第58番 来応寺
- 第58番 来応寺
- 第59番 玉泉寺
- 第59番 玉泉寺
- 第59番 玉泉寺
- 第60番 安楽寺
- 第60番 安楽寺
- 第60番 安楽寺
- 第61番 高讃寺
- 第61番 高讃寺
- 第61番 高讃寺
- 第62番 洞雲寺
- 第62番 洞雲寺
- 第62番 洞雲寺
- 第63番 大善院
- 第63番 大善院
- 第63番 大善院
- 第64番 宝全寺
- 第64番 宝全寺
- 第64番 宝全寺
- 第65番 相持院 (2)
- 第65番 相持院 (4)
- 第65番 相持院 (5)
- 第66番 中之坊寺
- 第66番 中之坊寺 (1)
- 第66番 中之坊寺
- 第67番 三光院
- 第67番 三光院
- 第67番 三光院
- 第68番 宝蔵寺
- 第68番 宝蔵寺
- 第68番 宝蔵寺
- 第69番 慈光寺
- 第69番 慈光寺
- 第69番 慈光寺
- 第70番 地蔵寺
- 第70番 地蔵寺
- 第70番 地蔵寺
- 第71番 大智院
- 第71番 大智院
- 第71番 大智院
- 第72番 慈雲寺
- 第72番 慈雲寺
- 第72番 慈雲寺
- 第73番 正法院
- 第73番 正法院
- 第73番 正法院
- 第74番 密厳寺
- 第74番 密厳寺
- 第74番 密厳寺
- 第75番 誕生堂
- 第75番 誕生堂
- 第75番 誕生堂
- 第76番 如意寺
- 第76番 如意寺
- 第76番 如意寺
- 第77番 浄蓮寺
- 第77番 浄蓮寺
- 第77番 浄蓮寺
- 第78番 福生寺
- 第78番 福生寺
- 第78番 福生寺
- 第79番 妙楽寺
- 第79番 妙楽寺
- 第79番 妙楽寺
- 第80番 栖光院
- 第80番 栖光院
- 第80番 栖光院
- 第81番 龍蔵寺
- 第81番 龍蔵寺
- 第81番 龍蔵寺
- 第82番 観福寺
- 第82番 観福寺
- 第82番 観福寺
- 第83番 弥勒寺
- 第83番 弥勒寺
- 第83番 弥勒寺
- 第84番 玄猷寺
- 第84番 玄猷寺
- 第84番 玄猷寺
- 第85番 清水寺
- 第85番 清水寺
- 第85番 清水寺
- 第86番 観音寺
- 第86番 観音寺
- 第86番 観音寺
- 第87番 長寿寺
- 第87番 長寿寺
- 第87番 長寿寺
- 第88番 円通寺
- 第88番 円通寺
- 第88番 円通寺
- 厄除大師 曹源寺
- 厄除大師 曹源寺
- 厄除大師 曹源寺
- 奥の院 海蔵寺
- 奥の院 海蔵寺
- 奥の院 海蔵寺
- 時志観音 影現寺
- 時志観音 影現寺
- 時志観音 影現寺
- お亀さん 浄土寺
- お亀さん 浄土寺
- お亀さん 浄土寺
- 岩屋山 奥之院
- 岩屋山 奥之院
- 岩屋山 奥之院